# Ainardo di Vigo
Ainardo da Vigo (Vigo di Cadore, ... – Serravalle, 1346) è stato un politico italiano del XIV secolo.
Appellato vir dominus in un documento del 1345 conservato nella parrocchia di Vigo, era figlio di Odorico da Vigo che fu Podestà del Cadore dal 1313 al 1320  per conto dei Caminesi, feudatari del Cadore fino al 1335, anno della morte senza eredi maschi di Rizzardo VI da Camino.
Il podestà era la più alta carica politica e amministrativa; tra i suoi compiti vi era quello di riscuotere le rendite del conte, amministrare la giustizia, assistere come testimone alle numerose transazioni e anche comporre i tanti litigi fra le comunità di villaggio (al podestà erano cioè conferiti merum et mixtum imperium et plenaria potestas, prout ipse dominus facere posset si omni tempore in dicta sua terra personaliter adesset).
Nel 1338 Ainardo collabora alla stesura degli Statuti cadorini. Sposa Margherita di Leisach e, nel 1344, fa costruire la chiesetta di Sant'Orsola, dotandola di un beneficio (1345).
La sua morte avviene a Serravalle (Vittorio Veneto) verso la metà del Trecento (1346) e saranno Pandolfo da Lienz, secondo marito della vedova Margherita, e il cognato Josto a far affrescare la chiesetta che con ogni probabilità conservava le spoglie traslate di Ainardo.